# Matisyahu
Метью Пол Міллер (англ. Matthew Paul Miller, нар. 30 червня 1979), більш знаний за псевдонімом Matisyahu (укр. Матісьяху), — американський виконавець регі єврейського походження.

## Біографія
Метью Міллер народився 30 червня 1979 року в Пенсільванії, звідки незабаром переїхав з батьками в Берклі, Каліфорнія, потім — в Уайт Плейнз, штат Нью-Йорк. Саме з цим містом пов'язані його перші дитячі спогади, які втілилися пізніше в тексті однієї з майбутніх пісень —  WP  з альбому  Youth . Метью ріс в цілком світської єврейської сім'ї, отримуючи ліберальне виховання в традиціях реконструктивістського юдаїзму. Його батьки були соціальними працівниками — батько займався проблемами безхатченків, мати працювала в школі. Незабаром до батьківської опіки додався контроль з боку педагогів єврейської школи «Бет ам-Шалом», проти якого Метью відчайдушно бунтував, незважаючи на те, що вчився тільки три дні на тиждень. До моменту святкування бар-Міцва, яке з шумом пройшло в італійському ресторані, положення юного Метью в школі стало хитким — через свою кепську поведінку він вже кілька разів опинявся на межі відрахування. У свої 14 років він відрощував дреди, відмінно грав на барабан ах і бонго, спритно імітував ударні інструменти і тягнувся в шкільному оточенні до таких же бунтарів, як і він сам. Тоді ж на ґрунті загальних музичних інтересів майбутній «регі-хасид» зблизився з хіпі, однак творчі захоплення не були єдиним способом самовираження Метью,  як і раніше долають хуліганськими пристрастями. Щоб якось вгамувати шибеника, батьки «заслали» його в табір в безлюдній місцевості штату Колорадо, де спостерігаючи красу Скелястих гір, той зміг би спокійно обдумати свої вчинки . Здавалося, що цей похід, а також подальша поїздка в Ізраїль з тримісячним курсом навчання в Alexander Muss High School у місті Од ха-Шарон і кілька канікулярних тижнів на берегах Мертвого моря допомогли йому розібратися в собі і зрозуміти, на що найкраще спрямувати надлишок сил.
Однак, повернувшись назад в США, Метью, всупереч очікуванням, продовжив колишній спосіб життя, ускладнивши ситуацію тим, що почав приймати галюциногени. Одного разу він ледь не спалив шкільний кабінет хімії, після чого вирішив покинути школу і вирушити подорожувати, супроводжуючи групу Phish в турне по країні. Насилу, але батькам все-таки вдалося переконати його продовжити освіту. Вони відправили сина в Бенд, штат Орегон, де в спеціальній реабілітаційної школі, розташованій в пустельній місцевості, він разом з іншими важкими підлітками вчився і паралельно розвивав свої творчі здібності протягом двох років. Він з головою поринув у музичні заняття, вправляючись у читанні реп у, вокальному мистецтві і бітбокс і — голосовий імітації інструментів, отримував артистичну підготовку. Курс «музичної психотерапії» не пройшов даром. Метью повернувся до нормального життя — він купив мотоцикл, влаштувався працювати на гірськолижній базі, де мав можливість вдосталь кататися на сноуборді і брати участь в змаганнях реперів в місцевому кафе. Тут він встиг придбати деяку популярність, виступаючи під сценічним псевдонімом MC Truth. Фактично саме тоді він почав намацувати той інтригуючий сплав реггі і хіп-хопу, який через кілька років перетворить його в найзнаменитішого хасида.
Продовживши освіту в нью-йоркському коледжі «Нова школа соціальних досліджень», він зачастив в синагогу «Карлебах Шул». Не забував Метью і про музику — в Нью-Йорку їм була придбані: спеціальна аудіосистема для виступів і перші платівки з записами інструментальних версій пісень регі для майбутньої колекції. В парку Вашингтон-Сквер він випадково познайомився з рабин ом Довом-Йоной Корном, який з розумінням поставився до його пошукам і долучив до музичним традиціям євреїв-хасидів. У цих піснях молодий виконавець відчув величезний духовний потенціал. Саме тоді Метью вибрав як новий сценічний псевдонім єврейський варіант свого імені, колишнє до того ж його шкільне прізвисько, —  Матісьяху , що в перекладі з івриту означає «Дар Божий» (ім'я одного з лідерів повстання Маккавеїв, у грецькому варіанті — Маттафії Хасмонеямі), хоча пізніше з'ясувалося, що при обрізанні йому було дано ім'я на їдиші —  Файвіш-Гершл.

Яке моє єврейське ім'я? Мої батьки знайшли мій сертифікат про обрізання і, як виявилося, моє єврейські ім'я — Файвіш-Гершл. Меня називали Матісьяху вже кілька років. І до торі мене викликали як Матісьяху. Я звернувся до свого рабина, і той сказав: «Всі знають тебе тільки як Матісьяху, твоє ім'я — Матісьяху».

### Релігійні погляди
Підліток, що не визнавав жодних авторитетів, в решті-решт знайшов духовну опору в хасидизмі. Своєю релігійністю і підтримкою в музичній кар'єрі він завдячує спільноті, що належить до руху Хабад Любавич. Релігійну освіту отримав в рамках дев'ятимісячного навчання в місцевій ієшиві «Хадар-Хатора», буквально — «велич Тори»), створеній спеціально для баалей-тшува (євреїв, що повернулися на шлях Тори і заповідей). В лоні хабадської течії юдаїзму Матісьяху залишався до осені 2007 включно, після чого долучився до іншої хасидскої групи — Карлін-Столін, відомої дещо незвичною експерсивною манерою виголошення молитов. Він веде єврейський спосіб життя, ніколе не працює в суботу і вірить в святіть кожного доторку, тому уникає будь-якого контакту з жінками, навіть звичайних рукостискань. Зато практично на кожних гастролях співака супроводжує його вірна дружина Талі. Талі і Метью є щасливими батьками двох дітей. В перервах між гастрольними турами сімейство проживає в Нью-Йорку в районі Краун-Хайтс (Crown Heights), Бруклін.
В грудні 2011 року Матісьяху поголився.
В наш час викликає сумнів факт присутності «віри в святість кожного доторку» — так, на концерті в московському клубі «Arena Moscow» 14 березня 2013 року, Матісьяху стрибнув зі сцени в натовп, здійснивши так званий «crowd surfing», під якого неможливо уникнути доторків, в тому числі, і з боку жінок. Один з концертів Матісьяху відбувався в Петербурзі 16 березня 2013 року, тобто в суботу, отже, постає питання про дотримання артистом шабату. тим не манш, за єврейською традицією день починається і закінчується з заходом сонця, тому, призначений на 21 годину 15 хвилин, тобто після заходу сонця, виступ Матісьяху ніяк не порушував шабату.

### Особливості стилю
Релігійні і моральні пошуки Метью Міллера наклали глибокий відбиток на його творчіть і врешті-решт дозволили зайняти власну нішу в музиці. Авторитетом номер один в галузі хасидської музики для Матісьяху став раббі Шломо Карлебах. Другим головним джерелом натхнення для Матісьяху, як і раніше, залишається регі, в першу чергу в його оригінальному варіанті, відкритому євпропейцям і американцям Бобом Марлі. Унікальність стиля Матісьяхуполягає у вмінні комбінувати різні техніки виконання і голосоведення: скоромовки в стилі Джона Скетмена, протяжний вокал, властивий хасидським наспівам — нігунам, пружні ритми і неочікувані ходи-синкопи, вибудовані за всіма канонами ямайського денсхоллу і уан-дроп-регі, і, звісно, досконало опанований ним бітбокс. Фірмовим знаком співака є рефрен «oy va voys», «yiggy-ay-ay-yo» і «we want Moshiach now».

### Вихід на велику сцену

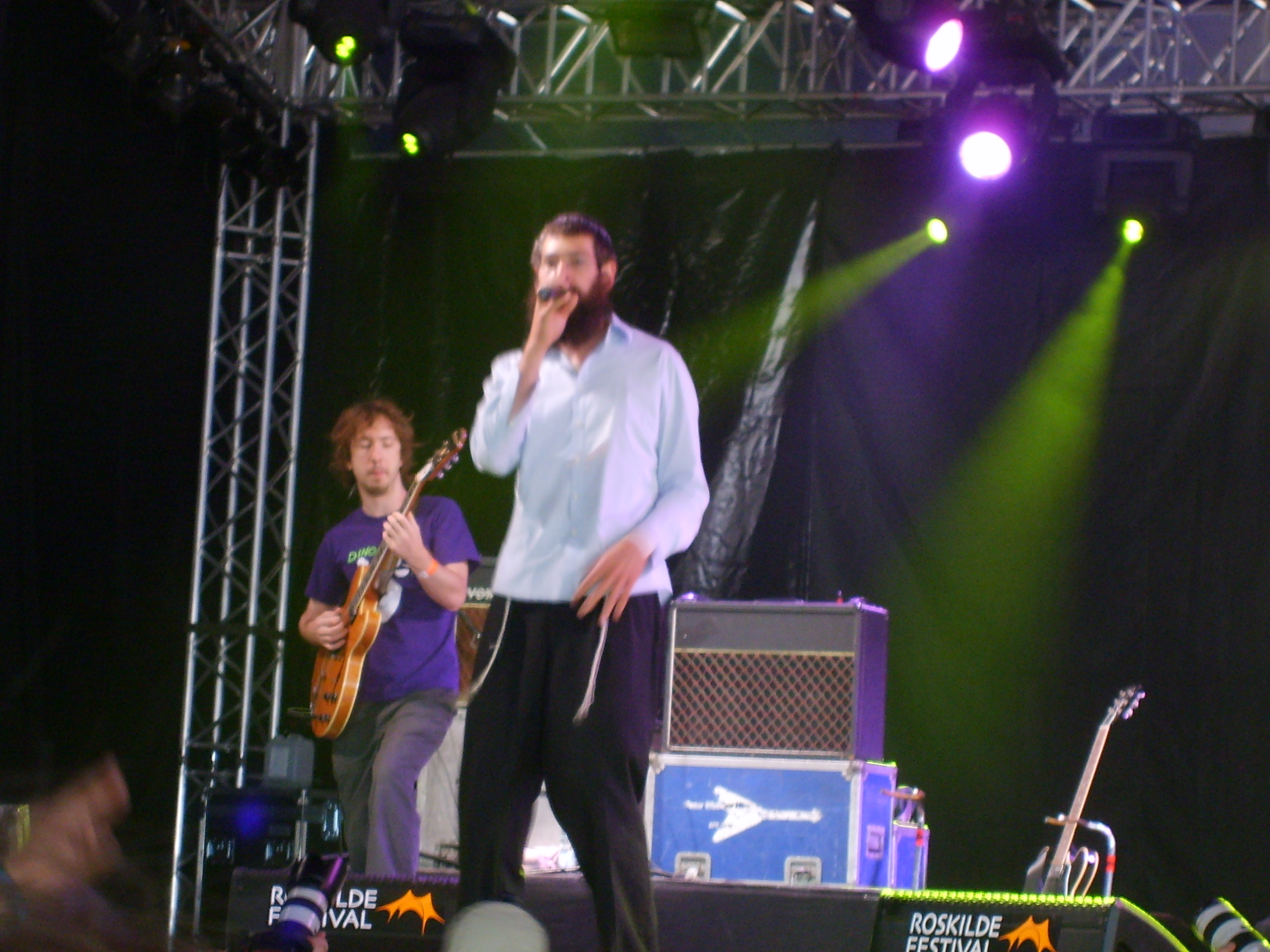
Виступ на музичному фестивалі в Роскілле, Данія (2006). На задньому плані — Аарон Дуган.

Гітарист Аарон Дуган (Aaron Dugan), басист Джош Вернер (Josh Werner), барабанщик Джона Девід (Jonah David) — ця група підтримки допомогла Матісьяху розібратися з його напрацюваннями та підготувати дебютний альбому під назвою «Shake Off the Dust … Arise» (2004). Сприймався не стільки як гідне уваги музичне явище, скільки як чергова дивина, розрахована на одноденний успіх, Матісьяху не відразу знайшов свого слухача. Підтримка і повагу з боку самої різної публіки, яке часом дивувало навіть його самого, з'явилися досить швидко, але для того щоб хоч якось «відзначитися» в чартах, цього було замало. Під час живих виступів поява на сцені майже двометрової фігури музиканта з пейсами з-під ярмулки, скуйовдженою бородою і звисаючими по швах ритуальними пучками ниток — ціціт, валило в шок навіть найдосвідченіших глядачів. Крім незвичайного зовнішнього вигляду і загального екзальтованого настрою, що панує на концертах Матісьяху, відхід від формату проявився також в текстах пісень — оди на славу юдаїзму, звучать на химерній суміші англійської, іноді з імітацією ямайської вимови, їдишу та івриту. Тим часом критики відразу розібралися, що до чого, і одностайно відзначали глибоке розуміння і відмінне виконання регі, цікаві семпли, запозичені зі старих класичних регі-записів, щирість і інтенсивну емоційність пісень. Але справжня популярність прийшла до співака після його інтерв'ю популярному американському телеведучому Девіду Леттерману. З легкої руки іншого шоумена, Джиммі Кіммеля, стиль Матісьяху отримав назву hasidic hip-hop reggae. Концертна діяльність Матісьяху і компанії охоплювала на перших порах тільки територію Сполучених Штатів, але його харизма, відкритість зі слухачами, незвичайний імідж зробили свою справу. Шоу, зіграний командою в Остіні, штат Техас, 19 лютого 2005 року, лягло в основу успішного концертного альбому «Live at Stubb's» (2005). В Америці протягом тільки першого року обсяги продажів релізу перевищили 500 тисяч копій, головним чином завдяки активній ротації на радіо хіт-синглу «King Without а Crown».

### Популярність

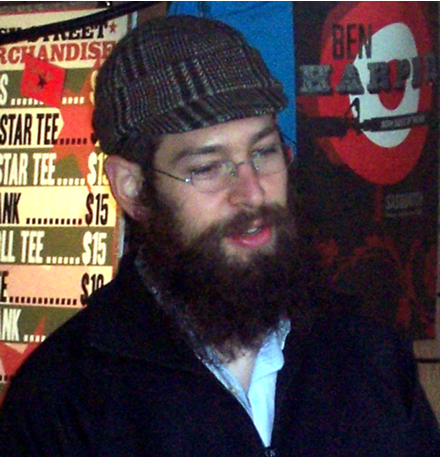
Матісьяху роздає автографи фанатам на фестивалі «Сесквоч» в Джордже, штат Вашингтон (2006)

Напрацювань для наступного студійного альбому теж вистачало. Оформленням нових ідей музиканти зайнялися в кінці 2005 року, з тим щоб навесні 2006-го уявити другий лонг-плей «Youth», що став дебютною записом артиста на мейджор-лейбл е. Ця колоритна суміш сучасного регі, хіп-хоп а, танцювальних ритмів і традиційної єврейської музики потрапила на добре підготовлений ґрунт — в руки заінтригованих меломанів — і моментально злетіла на четверту позицію американського поп-чарта. На думку деяких критиків, другий альбом звучав надто гладко, комерційно, в ньому відчувався точний розрахунок на зовнішній ефект. У той же час основні звукові гідності альбому: «вичищене до блиску» звучання і продумана структура, — є заслугою продюсера — Білла Ласвелл. Тоді ж, у 2006-му, іменитий продюсер і початковий склад інструментальної групи Матісьяху під назвою  Roots Tonic  випустили спільний диск, розрахований в основному на любителів даб — музики. На концертах йому також часто акомнонують музиканти групи  Dub Trio :
- Стю Брукс (англ. Stu Brooks) — бас-гітара, клавішні, спецефекти;
- Ді-Пі Холмс (англ. D.P. Holmes) — гітара, клавішні, спецефекти;
- Джо Томін (англ. Joe Tomino) — ударні, клавішні, спецефекти.

Поточний склад бек-групи Матісьяху, крім трьох перерахованих вище музикантів, також включає гітариста Аарона Дугана і клавішника Роба Маршера. [відсутнє в джерелі]
У грудні 2011 року Матісьяху виконав кілька пісень в студії американського Rolling Stone і поспілкувався з шанувальниками.

### Цікаві факти
- Один раз Мати виступав в суботу на Алясці, був полярний день (біла ніч)
- Відмовився виступати на одній сцені з реперкою Ів)
- Став обличчям рекламної кампанії американського кутюр'є Кеннета Коула.
- Рабинат ізраїльського міста Бней-Брак оголосив заборону на покупку записів співака
- Породив моду на такі стилі як hasidic reggae і kosher hip hop Представники — чорний єврей Y-Love (Іцхак Джордан), дует Ta-Shma, Nosson Zand («Низ»), Симха Духів (Simja Dujov) з Аргентини ->

## Дискографія
Студійні альбоми

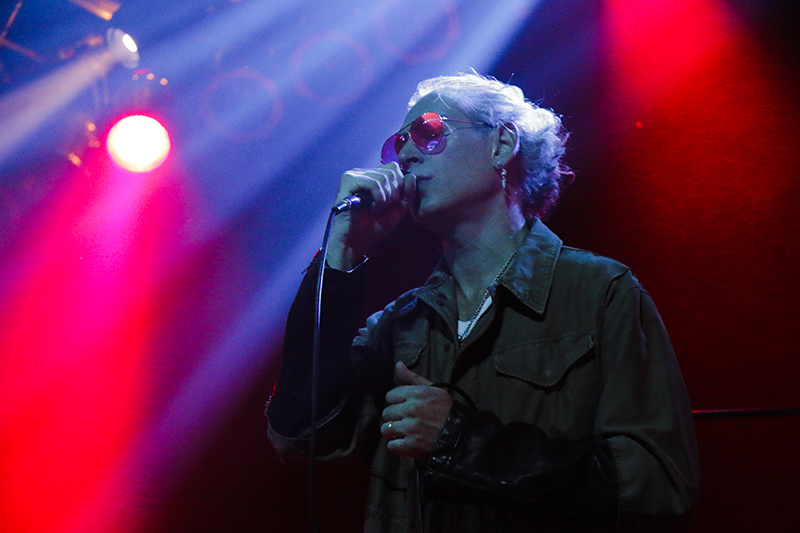
Matisyahu виступає у 2019

- Shake Off the Dust... Arise (2004)
- Youth (2006)
- Light (2009)
- Spark Seeker (2012)
- Akeda (2014)
- Undercurrent (2017)
- Matisyahu (2022)

Концертні альбоми
- Live at Stubb's (2005)
- Live at Twist & Shout (2009)
- Live at Stubb's, Vol. 2 (2011)
- Five7Seven2 Live (2013)
- Live at Stubb's Vol. III (2015)

Ремікс-альбоми
- Youth Dub (2006)
- No Place to Be (2006)

Мініальбоми
- Shattered EP (2008)
- Youth EP (2009)
- Miracle (2011)
- Spark Seeker: Acoustic Sessions (2013)
- Release the Bound (2016)

Компіляції
- Playlist: The Very Best of Matisyahu (2012)

## Матісьяху в кінематографі
- Пісня «King without a Crown» ввійшла в саундтрек до фільму Джудда Апатоу «Трохи вагітна».
- Матісьяху знімався в ролі хасида в серіалі «Buddy Gilbert Comes Alive» (США).
- Матісьяху взяв участь у зйомках фільму про ортодоксальних євреїв «Інші люди в чорному» (The Other Man in Black), який вийшов в 2013 році, де зіграв самого себе.[6]
- Матісьяху знявся в фільмі «Шкатулка прокляття» (2012).

## Регалії
- 2006 — Esky Music Awards від журналу «Esquire» — своєрідне гран-прі та звання «Самого привабливого дивака» (Most Lovable Oddball), також названий «найбільш інтригуючим регі-виконавцем в світі».
- 2006 (6 травня) — Премія 25-ї щорічній церемонії «International Reggae and World Music Awards» в номінації «Найкращий новий виконавець» року.
- 2007 — Альбом «Youth» номінований на премію «Греммі» в категорії «Найкращий регі-альбом».[7]
- 2007 — Ізраїльський журнал «Пнай плюс» включив Матісьяху в список 59-і громадян, що становлять «гордість Ізраїлю».[8]
- 2007 — Журнал «Billboard» поставив Матісьяху на першу позицію в щорічному «Top 10 Reggae Artistes», також удостоївши його епітета «хіп-хоп-аномалії». До слова сказати, другу позицію в цьому чарт-листі скромно зайняв регі-виконавець з Ямайки Боб Марлі.